# Врежа
Врежа је животна форма зељастих биљака, чије стабло није право, већ је полегло.